# جعفر احمدی
جعفر احمدی (زاده ۱۹۸۵ در تهران)، کیک‌بوکسینگ‌کار اهل ایران است که در چندین دوره از رقابت‌های موای تای موفق به کسب عنوان قهرمانی شده است. او هم‌اکنون مبارز حرفه‌ای «شبکه بین‌المللی کیک‌بوکسینگ (IKN)» می‌باشد.  لقب او سلطان ناک اوت است.